# Pontoux
Pontoux ist eine französische Gemeinde mit 276 Einwohnern (Stand: 1. Januar 2022) im Département Saône-et-Loire in der Region Bourgogne-Franche-Comté (vor 2016 Bourgogne). Sie gehört zum Arrondissement Chalon-sur-Saône und zum Kanton Gergy.

## Geografie
Pontoux wird im Nordwesten durch den Doubs begrenzt und liegt etwa 22 Kilometer nordöstlich von Chalon-sur-Saône. Umgeben wird Pontoux von den Nachbargemeinden Charnay-lès-Chalon im Norden und Nordwesten, Mont-lès-Seurre im Norden, Navilly im Norden und Osten, Frontenard im Osten und Südosten, Toutenant im Süden, Sermesse im Westen und Südwesten sowie Saunières im Westen.

## Bevölkerungsentwicklung
| Jahr                       | 1962 | 1968 | 1975 | 1982 | 1990 | 1999 | 2006 | 2011 | 2018 |
| Einwohner                  | 216  | 189  | 169  | 170  | 150  | 156  | 212  | 242  | 279  |
| Quellen: Cassini und INSEE |      |      |      |      |      |      |      |      |      |

## Sehenswürdigkeiten
- Kirche Saint-Laurent
- Die in der Tabula Peutingeriana genannte Brücke über den Doubs (Pons Dubis) ist wohl nicht mehr erhalten